# Wapen van Empel en Meerwijk

Wapen van Empel en Meerwijk

De gemeente Empel en Meerwijk had een wapen, dat op 16 juli 1817 werd bevestigd. De kleuren van dit wapen zijn de rijkskleuren, dat wil zeggen, een blauwe achtergrond, met goud/gele voorstelling daarop.
De voorstelling op het schild moet de patroonheilige van de voormalige gemeente Empel en Meerwijk voorstellen. Dit is Sint-Landelinus. Op het wapen loopt Sint-Landelinus met een helm op het hoofd. In zijn ene hand heeft hij een lans, in de andere een wapenschild. Op het wapenschild zijn drie afgehakte leeuwenhoofden met een kroon afgebeeld. Op de rug draagt hij een wapenschild met zijn naam er op geschreven. Vergelijkbare afbeeldingen kwamen al voor op zegels die de toenmalige heerlijkheid gebruikte. De heilige zelf werd al sinds het midden van de vijftiende eeuw op het zegel afgebeeld, zonder het schild met de drie leeuwenhoofden. Dat schild verwijst naar de familie Van Herlaer, die van 1342-1410 de heerlijkheid in bezit had.
In 1971 is de gemeente opgegaan in 's-Hertogenbosch. Het wapen is sindsdien niet meer in gebruik.

## Blazoen
In het register van de Hoge Raad van Adel staat geen tekst vermeld, maar uitsluitend een tekening. De beschrijving zou kunnen luiden:
"Van lazuur beladen met een bisschop, gekleed als landman en dragende in de rechterhand een lans en in de linker een schild, alles van goud, op het schild de letters St.LANDOLINUS van sabel; de linkerhand rustende op een schild van goud, beladen met 3 leeuwenkoppen van lazuur, gekroond van hetzelfde."
Aalburg
· Aalst
· Aarle-Rixtel
· Alem 
· Alem, Maren en Kessel
· Almkerk
· Alphen en Riel
· Andel
· Baardwijk
· Bakel en Milheeze
· Beek en Donk
· Beers
· Berghem
· Berkel-Enschot
· Berlicum
· Besoyen
· Beugen en Rijkevoort
· Bladel en Netersel
· Bokhoven
· Borkel en Schaft
· Boxmeer
· Budel
· Capelle
· Chaam
· Cromvoirt
· Cuijk
· Cuijk en Sint Agatha
· De Werken en Sleeuwijk
· Den Dungen
· Deurne en Liessel
· Dieden, Demen en Langel
· Diessen
· Dinteloord (en Prinsenland)
· Dinther
· Dommelen
· Drongelen, Haagoort, Gansoijen en Doeveren
· Drunen
· Duizel en Steensel
· Dussen
· Eersel
· Eethen
· Emmikhoven en Waardhuizen
· Empel en Meerwijk
· Engelen
· Erp
· Esch
· Escharen
· Fijnaart en Heijningen
· Gassel
· Geffen
· Geldrop
· Gemert
· Genderen
· Gestel en Blaarthem
· Giessen
· Ginneken en Bavel
· Grave
· 's Gravenmoer
· Haaren 
· Halsteren
· Haps
· Haren en Macharen
· Hedikhuizen
· Heesch
· Heeswijk
· Heeswijk-Dinther
· Heeze
· Helvoirt
· Herpt
· Hoeven
· Hooge en Lage Mierde
· Hooge en Lage Zwaluwe
· Hoogeloon, Hapert en Casteren
· Huijbergen
· Kessel
· Klundert
· Landerd
· Leende
· Liempde
· Lierop
· Lieshout
· Linden
· Lith
· Luyksgestel
· Maarheeze
· Maasdonk
· Maashees en Overloon
· Made en Drimmelen
· Maren
· Meeuwen
· Megen, Haren en Macharen
· Mierlo
· Mill en Sint Hubert
· Moergestel
· Nederwetten en Eckart
· Nieuw-Ginneken
· Nieuw-Vossemeer
· Nieuwkuijk
· Nistelrode
· Nuenen en Gerwen
· Nuland
· Oeffelt
· Oerle
· Oijen en Teeffelen
· Oost-, West- en Middelbeers
· Oploo, Sint Anthonis en Ledeacker
· Ossendrecht
· Oud en Nieuw Gastel
· Oudenbosch
· Oudheusden
· Princenhage
· Prinsenbeek
· Putte
· Raamsdonk
· Ravenstein
· Reek
· Reusel
· Riethoven
· Rijsbergen
· Rijswijk
· Roosendaal en Nispen
· Rosmalen
· Sambeek
· Schaijk
· Schijndel
· Sint Anthonis
· Sint-Michielsgestel
· Sint-Oedenrode
· Soerendonk, Sterksel en Gastel
· Sprang
· Sprang-Capelle
· Standdaarbuiten
· Stiphout
· Stratum
· Strijp
· Terheijden
· Teteringen
· Tongelre
· Uden
· Udenhout
· Veen
· Veghel
· Veldhoven en Meerveldhoven
· Velp
· Vessem, Wintelre en Knegsel
· Vierlingsbeek
· Vlierden
· Vlijmen
· Vrijhoeve-Capelle
· Wanroij
· Waspik
· Werkendam
· Westerhoven
· Wijk en Aalburg
· Willemstad
· Woensel (en Eckart)
· Woudrichem
· Wouw
· Zeeland
· Zesgehuchten
· Zevenbergen